# Hrádek (Ústí nad Orlicí-i járás)
Hrádek település Csehországban, az Ústí nad Orlicí-i járásban. Hrádek Sloupnice, Jehnědí, Sudislav nad Orlicí, Řetůvka és Ústí nad Orlicí településekkel határos. Lakosainak száma 128 fő (2024. január 1.).

## Népesség
A település lakosságának változását az alábbi diagram mutatja:
| Lakosok száma | 197  | 226  | 175  | 140  | 91   | 90   | 101  | 96   | 108  | 128  |
|               | 1869 | 1890 | 1921 | 1950 | 1980 | 2001 | 2017 | 2019 | 2022 | 2024 |